# Labranda
Labranda o també Labraunda (en llatí Labranda, en grec antic Λάβρανδα 'Lábranda' o Λάβραυνδα 'Lábraunda') era una ciutat de l'oest de Cària, situada a uns 60 estadis de Milasa, ciutat de la que depenia, i a la que estava unida per una carretera anomenada "Sagrada".
Estava situada entre les muntanyes, i tenia un santuari de Zeus Stratios. Les processons sortien de Milasa per la via Sagrada fins al temple. Heròdot descriu el santuari i diu que hi havia un bosquet sagrat on els caris, quan feien la guerra als perses, s'hi van amagar per seguretat. Estrabó parla d'un temple molt antic que tenia un xóanon (una estàtua de fusta) de Zeus Stratios, al que també anomena Labrandeus. Claudi Elià diu que dins del santuari hi havia una font d'aigua clara on nedaven peixos guarnits amb collarets i anells daurats.
Les seves ruïnes podrien ser a Iakli, però no hi ha acord, i s'ha parlat també d'Euromos.